# Ogygis Rupes
Ogygis Rupes es el nombre de una falla geológica sobre la superficie de Marte. Rodeada por cráteres, Ogygis Rupes está localizada con el sistema de coordenadas centrados en -31.06 grados de latitud Norte y 306.41 grados de longitud Este. El nombre fue aprobado por la Unión Astronómica Internacional en 1976 y hace referencia a Ogiges, el primer rey del Ática, así como la isla Ogigia, en el Mar Mediterráneo, descrita en los mapas de Homero.